# سانسور در اتحاد جماهیر شوروی
سانسور در شوروی سابق در دو صورت انجام می‌شد.
- در صورتی که مورد خلاف منافع حزب کمونیست باشد.
- سانسور در مورد اسرار دولتی.

## سانسور تصاویر
| |
| |
| |
| یکی از سیاست‌های سانسور گرایی که در زمان استالین و در شوروی سابق حاکم بود ایجاد تغییر در تصاویر افرادی بود که توسط استالین به اعدام محکوم شده بودند. تصویر بالا قبل از دسامبر ۱۹۳۸ (میلادی):از چپ به راست:وروشیلوف ،مولوتوف ،استالین و یژوف هنگام بازدید از آب راه مسکو-ولگا ،تصویر پایین:بعد از سپتامبر ۱۹۳۸ ،یژوف سقوط می‌کند.استالین دستور می‌دهد که یژوف از عکس حذف شود. |

سانسور تصاویر در شوروی متداول بود و همواره تصاویر و پوسترهایی که تصاویری بر ضد حکومت داشتند سانسور و در برخی موارد توقیف می‌شدند.

## رسانه‌ها
رسانه‌ها در شوروی تقریباً نیمه آزاد بودند و مواردی را که مخالف با اهداف حکومت بود سانسور می‌کردند و رسانه ها زیاد تحت فشار حکومت نبودند.

## دیگر موارد
اجرای تئاتر و چاپ کتاب در شوروی ابتدا باید توسط ارگان‌های مربوطه کنترل می‌شد و سپس در صورت داشتن مورد با سانسور شدن اجرا می‌شدند و به چاپ می رسیدند.